# Hôtel-Dieu de Caen
Pour les articles homonymes, voir Hôtel-Dieu.
L'Hôtel-Dieu de Caen est un établissement hospitalier fondé au XIe ou XIIe siècle à Caen. Au XIXe siècle, il est transféré dans l'ancienne abbaye aux Dames et le premier Hôtel-Dieu, situé rue Saint-Jean, est alors détruit. Un nouvel établissement, l'actuel hôpital Clemenceau (CHR), a été construit au début du XXe siècle pour remplacer l'ancien Hôtel-Dieu.
Le portail de l'ancien Hôtel-Dieu, sauvé de la démolition pour être remonté sur une façade du musée des antiquaires (ancien collège du Mont), fait l’objet d’une inscription au titre des monuments historiques depuis le 13 juin 1927.

## Le premier Hôtel-Dieu

### Fondation
On ne sait pas exactement quand l'Hôtel-Dieu a été fondé. Il est possible qu'un premier établissement ait été ouvert par Guillaume le Conquérant ; selon Pierre-Daniel Huet, celui-ci se trouvait dans Bourg-le-Roi, au pied du château de Caen. Mais aucun élément ne confirme cette hypothèse, la première mention à l'Hôtel-Dieu remontant à 1160. Henri II d'Angleterre semble donc être le véritable fondateur de l'Hôtel-Dieu de Caen, à l'époque où il établit également une grande léproserie à l'extérieur de la cité pour isoler les malades contagieux ; à moins qu'il n'ait fait que déplacer l'établissement créé par son ancêtre au sud de l'Île Saint-Jean au débouché du pont de Vaucelles. L'abbé de Saint-Étienne de Caen et l'abbesse de la Trinité de Caen, ainsi que le chanoine titulaire de la prébende de Saint-Jean de Caen, se disputent pour savoir de qui dépend l'Hôtel-Dieu. Avec l'accord d'Henri II, évêque de Bayeux entre 1165 et 1205, l'archevêque de Rouen règle le conflit à l'avantage de l'abbé et de l'abbesse. Selon la cartulaire de l'Hôtel-Dieu, datée de 1188, l'hôpital était placé sous leur protection puisqu'ils étaient les patrons de la paroisse de Vaucelles sur laquelle était bâti l'Hôtel-Dieu. Au début du XIIIe siècle également, l'Hôtel-Dieu passe un accord avec le chanoine de Saint-Jean : ce dernier acquiert un morceau de terre situé en face l'Hôtel-Dieu afin de pallier l'insuffisance du cimetière de la paroisse ; en contrepartie, l'Hôtel-Dieu obtient le droit de sépulture et de faire construire une chapelle dédiée à saint Antoine dans ce cimetière partagé.

### Architecture
Selon Arcisse de Caumont, la grande salle aurait été construite, comme l'Hôtel-Dieu d'Angers et l'Hôpital-Dieu de Coëffort au Mans dans le style Plantagenêt, sous le règne d'Henri II (1154-1189) ou juste après sa mort. Ce bâtiment était donc sûrement le premier grand édifice civil de style gothique à Caen. Il était long de 210 mètres et large de 31. Les deux murs pignons étaient surmontées de gables. La façade la plus intéressante donnait sur la rue Saint-Jean, principale artère de la ville. Au niveau inférieur, les portes en arc brisé étaient surmontées de zigzags et le niveau intermédiaire était orné d'une série d'arcades aveugles en lancette comme on peut en trouver dans la salle des Chevaliers de l'abbaye du Mont-Saint-Michel. Son décor gothique d'origine fut altéré par des modifications survenues probablement au XVe – XVIe siècles ; des petits édifices accolés au mur masquèrent une partie de la façade, des contreforts furent rajoutés, des arcades aveugles furent ouvertes et des fenêtres furent percées au niveau supérieur. La façade sur les jardins, restée dans son état d'origine, était plus simple ; elle était seulement agrémentée d'une grande porte rehaussée de zigzags.

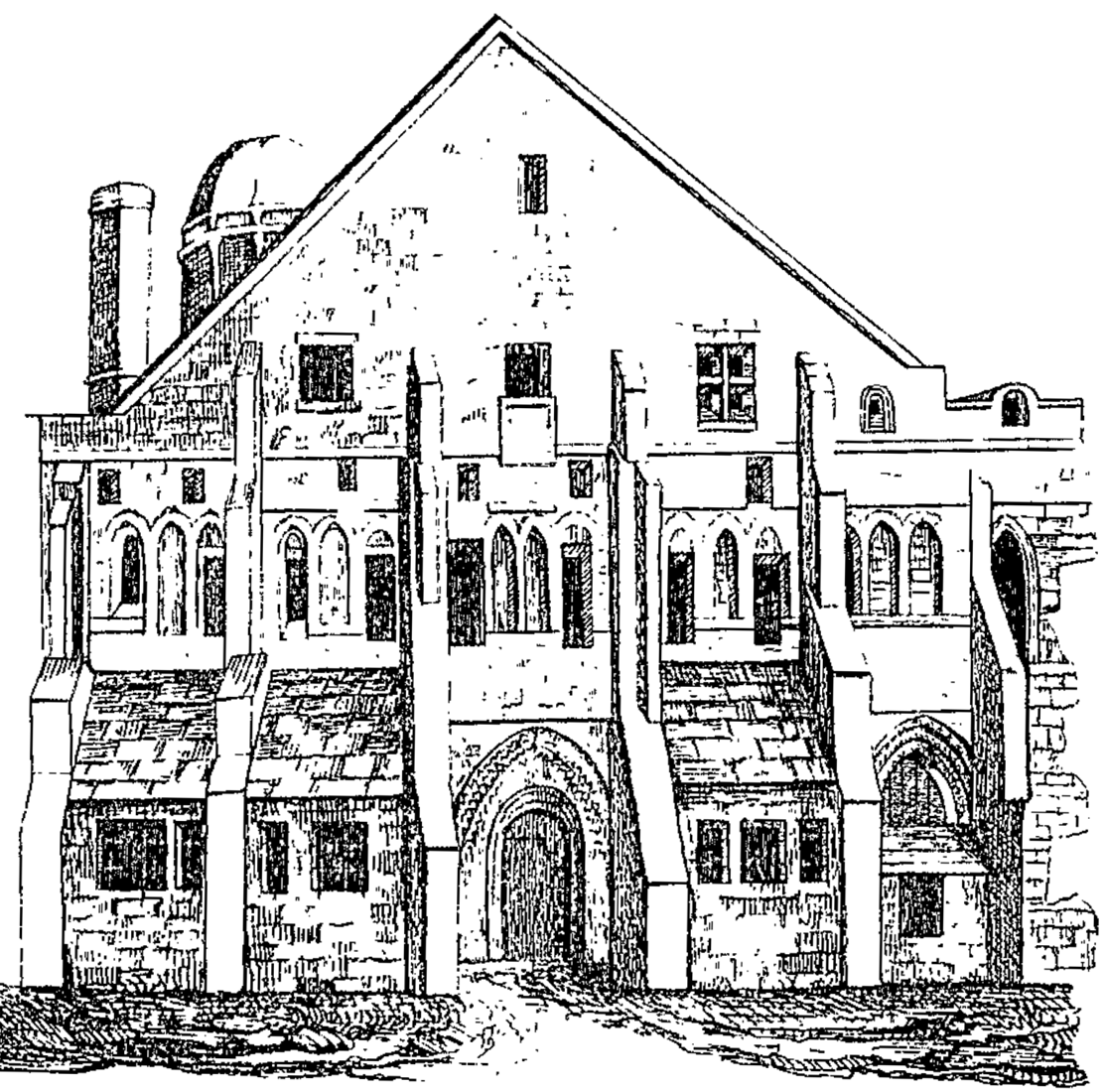
Façade principale au XIXe siècle.
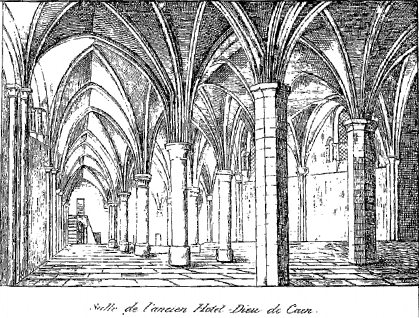
Grande salle de l'Hôtel-Dieu.

### Administration

Portail du premier Hôtel-Dieu.

L'Hôtel-Dieu était un prieuré conventuel hospitalier géré par cinq chanoines réguliers de l'ordre de Saint-Augustin sous la responsabilité d'un prieur. Ce dernier était élu lors d'une assemblée de ville se tenant au prétoire du bailliage en présence du bailli, de son lieutenant et des échevins. L'évêque de Bayeux lui donnait la collation. Prélat du second ordre, il était nommé « Prieur par la grâce de Dieu » ou « Grand maître de l'Hôtel-Dieu de Caen ». Les fonds de l'établissement étaient conservés dans un coffre à deux serrures ; l'une des clés était détenu par le prieur, l'autre par le plus ancien des jurés. Mais aux XVIe – XVIIe siècles, un conflit éclate entre les prieurs et la ville. En 1561, un édit de Charles IX confie la gestion des revenus de l'hôpital à un administrateur nommé pour trois ans par les bourgeois de la ville. Huit ans plus tard, le prieur est rétabli dans ses droits. Mais son successeur, fatigué par l'âge, confie à nouveau l'administration aux échevins. Ses successeurs tentent en vain de récupérer leurs prérogatives. En 1636, un arrangement, confirmé par un arrêt du parlement de Normandie du 15 avril 1638, est trouvé : l'édit de Charles IX est confirmé, mais l'administrateur nommé par les échevins doit rendre des comptes écrits en arrêt des Grands Jours en la présence du prieur.
Les soins étaient tout d'abord assurés par dix religieux. Ils sont remplacés par des religieuses à partir de 1323. En juillet 1629, la ville passe contrat avec la Madeleine de Rouen qui envoie une prieure et deux religieuses pour s'occuper des malades. Un profond désaccord se déclare alors au sein de l'Hôtel-Dieu. Les religieuses prétendent reconnaître uniquement l'autorité spirituelle de l'évêque de Bayeux et d'un point de vue temporel des échevins de Caen, alors que le prieur considère qu'elles sont sous son pouvoir. Un procès est mené à l'officialité de Bayeux, puis celle de Rouen. Le prieur obtient gain de cause, mais les religieuses font appel à Rome. Une bulle du 27 juillet 1637, approuvée par des lettres patentes en 1638, place les religieuses sous l'autorité directe de l'évêque. Le prieur s'oppose encore à cette décision, mais l'officialité de Bayeux rejette sa demande et un accord est scellé en 1640. De 1661 à 1696, les sœurs se font construire un monastère pour remplacer les locaux vétustes qui leur avaient été attribués à leur arrivée. Elle souhaite construire une église pour remplacer la petite chapelle dédiée à Notre-Dame qu'elles avaient aménagé près de la porte Millet, mais elles n'arrivent pas à réunir les fonds nécessaires.
Au XVIIIe siècle, la situation de l'Hôtel-Dieu se dégrade. Les ressources de la communauté (rentes foncières, hypothèques, redevances et dîmes) sont insuffisantes pour faire face aux charges de l’établissement. 180 patients sont abrités dans l’Hôtel-Dieu qui ne possède que 120 lits. L'infirmerie et la pharmacie bénéficie toutefois des progrès de la médecine notamment grâce à l'action de Joseph-Pierre Chibourg, recteur de l'Université de Caen.
Au milieu du siècle, hôtel-Dieu devient également un hôpital militaire géré par la ville sous le contrôle du commissaire des Guerres. Les augustines passent en effet un accord avec le gouvernement pour accueillir les soldats et matelots malades.
Les relations entre les Augustines et la Ville se dégradent. Cette dernière n'apprécie pas que les sœurs se soient constituées en communauté religieuse reconnue par le Pape et le Roi ; le conflit latent entre les sœurs et la municipalité éclate finalement dans les années 1780. La Ville essaie de faire supprimer la communauté. Le projet échoue, mais la Révolution française éclate et les religieuses, les chanoines et le prieur sont chassés de l'Hôtel-Dieu qui prend le nom d'hospice de l'humanité.
Les sœurs sont rappelées dès le début du Consulat, mais les chanoines et le prieur sont définitivement supprimés. Les religieuses vont assurer les soins jusqu'au XXe siècle.
Les armoiries de l’Hôtel-Dieu étaient : « coupé d'azur et de gueule à trois fleurs de lis d'or, 2 et 1, la fleur de lis de la pointe accostée de deux béquilles d'argent ».

### Extensions
Plusieurs établissements furent créés ou annexés à l'Hôtel-Dieu.
La Gobelinière
Dans la deuxième partie du XVIe siècle, plusieurs projets sont élaborés en vue de transférer les pestiférés à la Grande Maladrerie de Beaulieu. En 1593, les commissaires ordonnés par le roi et le parlement de Normandie rendent une ordonnance prescrivant que les malades contagieux soient transférés à Beaulieu. Mais les échevins refusent de suivre cet ordre. L'année suivante, puis en 1599, on envisage de construire une maison de santé sur un terrain appartenant à l'Hôtel-Dieu, le jardin de la Fontaine-du-Fourneau. Ce projet n'aboutit pas plus que les autres. On songe ensuite en 1606 d'ouvrir un nouvel établissement à Clopée (Mondeville), mais c'est finalement à Sainte-Paix au lieu-dit la Gobelinière qu'est ouvert la nouvelle maison de santé destinée aux pestiférés. On y enferme ensuite les pauvres valides. Le 16 août 1678, les malades sont transférés dans l’Hôpital général, construit en face de l’Hôtel-Dieu.
Les Petits-Renfermés
Le prêtre Garnier crée en 1630 la maison des Petits Renfermés afin de lutter contre la mendicité et de redresser les indigents par le travail. Les statuts en sont approuvés par lettres-patentes du 24 février 1640. L'établissement est rapidement affecté aux enfants pauvres, orphelins ou abandonnés. Annexe de l'Hôtel-Dieu, la maison des Petits-Renfermés est construite dans les jardins du prieur près de la tour au Massacre, dite aussi tour Machard, à l'angle avec la rue Frémentel.

## Le deuxième Hôtel-Dieu

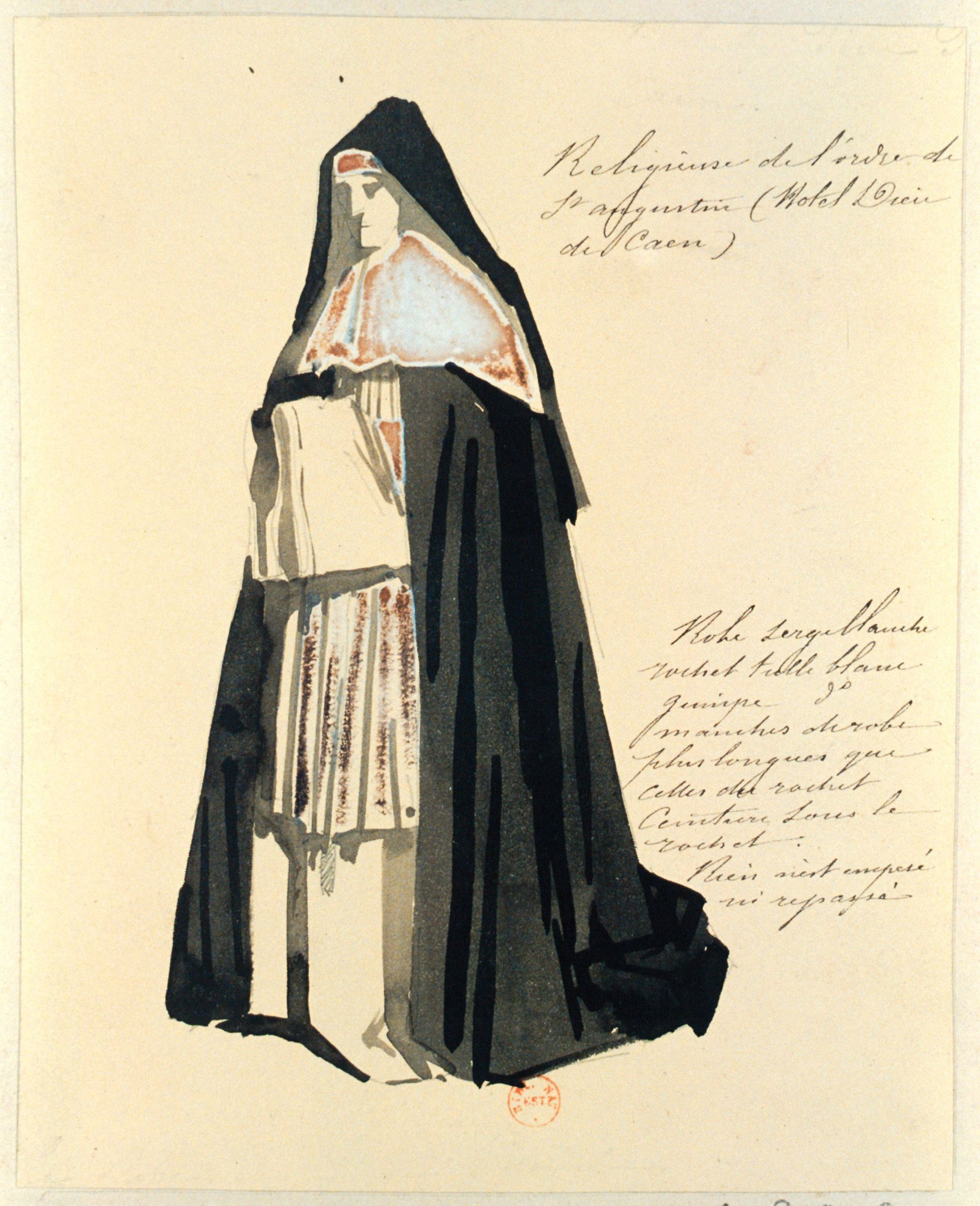
Religieuse de l'ordre de Saint-Augustin.

Dès le XVIIIe siècle, la ville projette de faire construire un nouvel Hôtel-Dieu. L'établissement est en effet jugé insalubre et ne répondant plus aux normes modernes d'hygiène. On envisage d’utiliser le collège du Mont, après le départ des Jésuites dans les années 1760, mais le projet est jugé trop couteux. Le 6 décembre 1790, la ville décide d'acheter l'abbaye aux Hommes « au nom des pauvres de l’Hôtel-Dieu » ; mais le bâtiment est finalement alloué à différentes administrations. En 1811, un projet de reconstruction sur son emplacement d'origine au bord de l'Orne est présenté, mais il échoue, faute de financement suffisant. Le 16 août 1818, le dépôt de mendicité ferme ses portes et l'ancienne abbaye aux Dames qui l'accueillait se retrouve donc sans occupant. Le préfet du Calvados, le comte de Montlivault, et surtout le maire de Caen, Augustin Le Forestier, décident de transférer l'établissement hospitalier dans l'ancienne abbaye. Le site leur apparaît en effet beaucoup plus sain par rapport au site de la rue Saint-Jean, ancien marécage à proximité de l'Orne désormais entouré par un tissu urbain dense. L'ancienne abbaye au contraire est situé en hauteur dans un lieu encore isolé, mais à proximité immédiate de la ville. Les bâtiments construits au XVIIIe siècle sont bien aérés et orientés vers le sud ; ils s'organisent autour d'une cour ouverte sur un vaste terrain de 14 hectares constitué de jardins et de pâturages. La translation solennelle de l'Hôtel-Dieu a lieu le 6 novembre 1823, alors même que les travaux ne sont pas terminés.
L'ancien Hôtel-Dieu est détruit dans les années 1830. Les rues Singer, Neuve-du-Port, du Havre Laplace et de la Marine, ainsi que le quai de Juillet sont tracées sur les terrains libérés. Un passage voûté gothique donnant accès à une cour de la rue Laplace était l'une des dernières traces conservées sur place de l'ancien Hôtel-Dieu ; il a été détruit lors de la bataille de Caen. Le portail gothique de la grande salle a également été sauvée de la démolition grâce à l'action d'Arcisse de Caumont. Il est remonté sur une façade du musée des antiquaires de Normandie, aménagé dans l'ancien collège du Mont. Bombardé en 1944, le bâtiment a été en majeure partie détruit, mais le portail a été épargné et remonté quelques mètres plus loin.
Les anciens bâtiments conventuels sont réaménagés. Les services annexes s'installent au rez-de-chaussée du corps central (bains, cuisines, dépense) et de l'aile gauche (salle d'entrée, pharmacie, lingerie). À chaque étage du corps central, se trouvent deux salles de 20 lits : les femmes à droite, les hommes à gauche. Un autel est installé dans le grand vestibule qui sépare les deux salles, afin que les malades puissent assister aux offices religieux sans quitter leur lit. Au rez-de-chaussée de l'aile droite, le service de chirurgie dispose de deux salles de 25 lits, d'un amphithéâtre servant de salle d'opération et d'un cabinet de pièces anatomiques. Au premier étage du même bâtiment, le service de médecine est constitué d'une salle de 56 lits, d'une salle de leçons pour la clinique et d'un autre cabinet de pièces anatomiques. Enfin au deuxième étage, une salle d'environ 56 lits accueille les patients atteints de maladies vénériennes. Les deux étages de l'aile gauche sont constitués de deux salles de 56 lits réservées au service de médecine pour celle du premier et au service de chirurgie pour celle du deuxième. Un petit bâtiment en retour sur cette aile est divisé en trois salles ; l'une est réservée aux femmes syphilitiques, les deux autres servant de maternité. Des chambres individuelles sont également aménagées pour les patients les plus fortunés.
Bien qu'aménagé dans des bâtiments du XVIIIe siècle, l'Hôtel-Dieu est conçu comme un hôpital récent compatible avec la médecine moderne. Un soin particulier est apporté à la bonne aération des bâtiments. Même les rideaux sont proscrits afin que l'air circule au mieux. En annexe des salles principales, des chambres d'isolement sont toutefois attribuées aux malades contagieux et à ceux qui sont en attente d'opération. Les anciennes galeries du cloître sont utilisées comme promenoir autour de la cour fermée par une grille. Le grand parc avec son panorama sur la vallée de l'Orne permet aux patients les plus solides de prendre le soleil. Conçus sur les conseils d'un membre de l'académie royale de médecine, les bains publics sont également à la pointe de la technologie de l'époque ; ils sont ouverts à tous, y compris aux personnes extérieures à l'Hôtel-Dieu. Des deux grandes salles voûtées sont occupées par les bains domestiques ; alors que les bains sont encore mixtes dans le reste de la ville, la séparation des sexes est ici strictement respectée. On trouve également des bains de vapeur « à la russe » ou aromatiques, des étuves et des lits de repos. Des baignoires individuelles sont également disponibles pour les pensionnaires de l'Hôtel-Dieu ou les personnes extérieures pouvant payer. L'enclos sert également à desservir l'établissement de soins. Une grande glacière y est construite pour stocker la glace utilisée pour lutter contre les congestions sanguines et cérébrales. Un puits profond avec une pompe à manège mue par un cheval permet à l'eau de couler au rez-de-chaussée des bâtiments. L'eau de pluie, recueillie dans un réservoir souterrain, est utilisée par la lingerie. Enfin des vaches élevées dans les pâturages de l'enclos alimentent l'établissement en produits laitiers. À 475 m au nord-est de l'hôpital, un cimetière de 1 500 toises est aménagé.
Les soins sont assurés par 24 religieuses cloîtrées de l'ordre de Saint-Augustin. L'établissement est également un lieu d'enseignement important. Les salles de clinique et de consultation, ainsi que l'amphithéâtre sont ouverts aux élèves de la faculté de médecine de Caen.
|               | Entrées | Décès | Taux de mortalité |
| ------------- | ------- | ----- | ----------------- |
| Civil (homme) | 136     | 11    | 8 %               |
| Civil (femme) | 210     | 18    | 8,6 %             |
| Militaire     | 359     | 8     | 2,2 %             |
| Total         | 705     | 37    | 5,2 %             |

De nouveaux bâtiments annexes sont ensuite construits autour du nouvel Hôtel-Dieu. On érige un nouveau logis pour les religieuses (actuel siège de la direction diocésaine de l'enseignement catholique) ; le chœur de l'église de la Trinité leur était également réservé. En 1839, l'inspecteur général Grillon accepte le projet de l'architecte municipal, Émile Guy. Au nord, un nouvel édifice est bâti sur le modèle des bâtiments du XVIIIe siècle. Sur la place Reine-Mathilde, sont construits deux pavillons d'entrée accolés à un long portique qui relie la nouvelle aile du nord aux anciens bâtiments conventuels. Construit dans l'alignement de la galerie ouest du cloître, ce portique en copie également le style. 
En février 1936, le bâtiment de la pouponnière, construit entre les anciens bâtiments conventuels et le Mont-Liban, est inauguré.

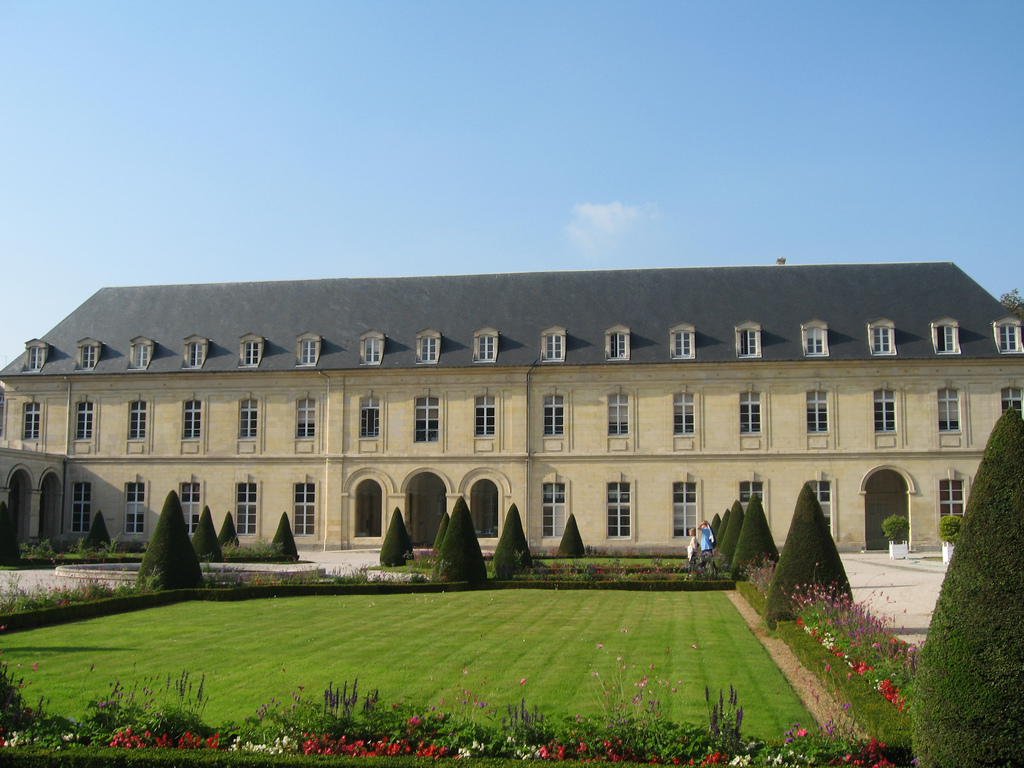
Pavillon Sainte-Anne, au nord.
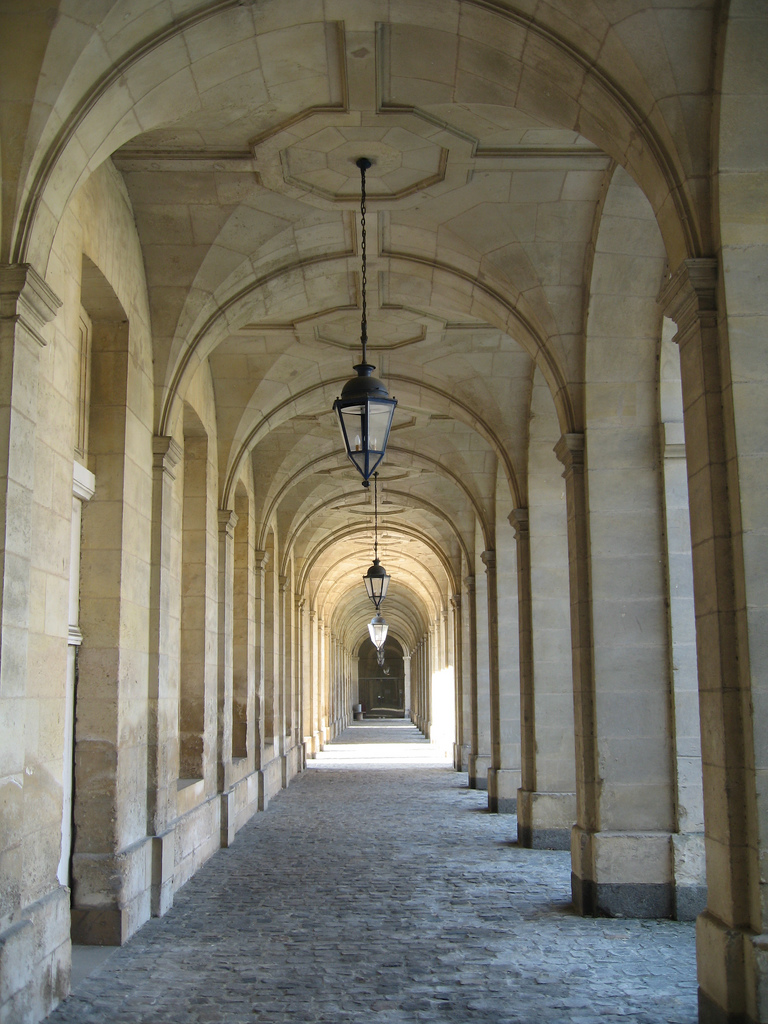
Portique de l'Hôtel-Dieu.

## La fin de l'Hôtel-Dieu
À la fin du XIXe siècle, les salles de l'Hôtel-Dieu ne correspondent déjà plus aux normes modernes de l'hygiène et l'hospice Saint-Louis, construit au XVIIe siècle dans le quartier Saint-Jean à proximité de l'ancien Hôtel-Dieu, est devenu trop insalubre. En 1897, l'administration des hospices décident de transférer ce dernier à l'abbaye aux Dames et de construire un nouvel Hôtel-Dieu dans le parc. Le projet est examiné par le conseil municipal lors de la séance du 13 août 1900. La proposition de transplanter l'hospice est acceptée, mais on renonce au projet initial de lotir le parc de l'Hôtel-Dieu. Après avoir envisagé d'ériger le nouvel établissement au nord, dans le Clos des Coutures, on choisit le Clos Vaubenard à l'est du parc de l'abbaye. Charles Auvray, architecte de la ville, est chargé du projet. Après une polémique sur la nécessité d'organiser un concours, le projet est repris par Charles Prosper Vassy. La première pierre est posée le 4 octobre 1903 et le nouvel établissement de soins, dit hôpital civil, est inauguré le 26 juillet 1908 par le président du Conseil, Georges Clemenceau. De novembre 1908 à février 1909, les différents services s'installent dans le nouvel hôpital, qui prend ensuite le nom d'hôpital Clemenceau. Les locaux de l'ancienne abbaye aux Dames sont occupés par l'hospice Saint-Louis. Le terme d'Hôtel-Dieu disparaît alors définitivement.